# إكس. جي. كينيدي
إكس. جي. كينيدي (بالإنجليزية: X. J. Kennedy)‏‏ (21 أغسطس 1929 - ) مترجم، وروائي، وشاعر، وكاتب للأطفال، وكاتب من الولايات المتحدة.

## الجوائز
- زمالة غوغنهايم